# 阿贝尔·沙维尔
阿贝尔·路易斯·达席尔瓦·科斯塔·沙维尔（葡萄牙語：Abel Luís da Silva Costa Xavier，ɐ'bɛɫ ʃɐvi'ɛɾ，1972年11月30日—），通常稱為阿贝尔·沙维尔（Abel Xavier），是一名葡萄牙足球運動員，擔任後衛，最近效力的球會是美國MLS球隊洛杉磯銀河。沙維亞是前葡萄牙國家足球隊成員。最令人留下深刻印象的是他一頭金髮和金色鬍子的外形，外號「金毛獅王」。

## 足球事業
沙維亞早年曾代表過葡萄牙青年隊，後來加盟葡超班霸賓菲加。在賓菲加沙維亞贏得了葡超聯賽冠軍，於是得以征戰海外，第一家效力的國外球會乃意大利的巴里。
綜觀其球員生涯，沙維亞曾多次轉會，但大多都是效力一些實力較次的球會，只有英超老牌球會利物浦例外，然而在利物浦，也不是穩佔正選。值得一提，他是由同市宿敵愛華頓直接轉投至利物浦。
而在國家隊，則要等到2000年歐洲國家盃才有機會出席國際大賽，於當屆賽事，沙維亞乃葡萄牙的正選右閘。在準決賽面對法國之賽事中，法定時間葡萄牙和法國賽和1:1，需要進入加時，當時加時是實施金球制。戰至加時下半場，查斯古特有一記半單刀的機會，龍門拜亞出迎把皮球擒住，但皮球去勢太快，拜亞未能擒實，足球溜至韋托特的腳下，韋托特見有半空門的機會，立刻起腳，沙維亞在近柱情急之下用手阻擋皮球，球證直指十二碼，結果施丹射入，法國隊勝出該場賽事。事後沙維亞因投訴過激，停賽九個月。
2005年效力米杜士堡時，沙維亞在2005年9月29日參與了在歐洲足協盃的賽事，其後歐洲足協按照規例對參賽球員進行例行藥檢，結果沙維亞的樣本含有興奮劑－甲安非他命。結果沙維亞被歐洲足協判罰停賽18個月，沙維亞向體育總裁法庭上訴但被駁回，維持原判。
2007年5月14日，沙維亞加盟了美國MLS的洛杉磯銀河，在2007年6月17日對皇家鹽湖城首次上陣並貢獻一個助攻。沙維亞效力僅一年，就在2008年7月18日被銀河放棄。其後他接受訪問時表示他質疑主教練古列治。

## 榮譽
賓菲加
- 葡萄牙甲組足球聯賽冠軍：1993-94

PSV燕豪芬
- 荷蘭超級盃冠軍：1998-99

利物浦
- 英格蘭超級聯賽亞軍：2001-02
- 英格蘭社區盾亞軍：2002-03

加拉塔沙雷
- 土耳其超級聯賽亞軍：2002-03

## 外部連結
- 足球数据库：沙維亞的球员统计数据
- FootballDatabase 沙維亞職業數據 （页面存档备份，存于）
- SkySports.com - Abel back in Boro fold (08/11/06)[永久]